# Начала (Катон)
«Нача́ла» (лат. Origines) — историческое сочинение Марка Порция Катона Старшего, одно из первых латинских исторических произведений, написанных прозой. До наших дней работа дошла в небольших фрагментах; известно также немало отзывов античных авторов.

## Особенности
«Начала» — первое известное сочинение, написанное на латинском языке прозой. Предшественники и современники Катона описывали римскую историю либо по-гречески, либо латинскими стихами. По-видимому, переход к новой форме был вызван закреплением римского могущества в Средиземноморье. Во II веке до н. э. у римлян больше не было нужды убеждать иноземцев (преимущественно грекоязычных) в древности Римского государства и в его могуществе.
Сочинение состояло из 7 книг, а по своему составу оно не было едино. В первой книге излагалась история царской эпохи, в книгах II и III — происхождение италийских племён и отдельных городов, в книгах IV—VII — события Пунических войн и далее вплоть до середины II века до н. э. М. Альбрехт видит в «Началах» сильное греческое влияние и, в частности, заимствование поджанров истории мест, описание географических достопримечательностей, включение этимологий (при этом большинство личных имён, топонимов и этнонимов противник греческой культуры Катон объяснял как раз через древнегреческий язык). Античные авторы единодушно считали главной особенностью «Начал» отсутствие имён полководцев, хотя значительная часть сочинения была посвящена военным действиям. Это решение не было случайным: с его помощью Катон рисовал картину побед не отдельных полководцев (среди них было немало его политических противников или их предков), а всех римлян и союзников. Несмотря на отказ от именования отдельных полководцев, Катон упоминает поимённо не только спартанского царя Леонида, но и слона карфагенян Сура, отличавшегося особой храбростью в битвах. Впрочем, существует предположение о последовательном самовосхвалении Катона в «Началах»: он был активным участником Второй Пунической войны и событий начала II века до н. э. и мог трактовать события в свою пользу. Помимо принесения в жертву политического индивидуализма Катон не разделяет римлян и италиков. Из-за фрагментарной сохранности сочинения неясна степень его подробности: античные авторы говорят, будто Катон описал только главные события, но критерии отбора материала установить невозможно. Известно, что работа содержала немало любопытных подробностей на не-исторические темы: в частности, Катон рассказывал о козах, прыгающих на 18 метров; о свиньях настолько толстых, что они не могут передвигаться самостоятельно; о горе из чистой соли в Испании, которая восстанавливалась.
Время написания и публикации «Начал» неизвестно: М. Е. Грабарь-Пассек считает, что работа была написана до 156 года до н. э., М. Альбрехт полагает, что она — плод работы старика и продолжение его политики другими средствами. Неясны и источники работы. В сохранившихся фрагментах встречается несколько имён авторов-предшественников, но почти все они больше нигде не встречаются. Среди прочих наверняка выделялась роль Тимея из Тавромения, который, как и Катон, порицал изнеженные нравы и проповедовал возврат к старым добрым традициям предков.
Стиль работы очень специфичен, однако до наших дней из латинской прозы до «Начал» Катона сохранился лишь его же трактат «О земледелии», поэтому эту работу можно сравнивать лишь с сочинениями следующего века и последующего времени. Судя по сохранившимся фрагментам и отзывам римских грамматиков, в «Началах» использовалось немало архаических слов и выражений (по крайней мере, так они воспринимались в золотой век латыни). Для наиболее драматических моментов повествования Катон использовал выразительные средства — архаическую практику удвоения гласных, использование несколько синонимов подряд, а также применение формул из религиозного и юридического обихода. Проза Катона не лишена ритмичности: у него нередко встречаются несколько длинных предложений, вслед за которыми идёт одно краткое.
Ничего неизвестно об успехе сочинения у ближайших современников Катона. Поскольку в дальнейшем римские историки шли преимущественно по пути анналистов, его вряд ли брали за образец. В I веке до н. э. эта работа не была популярна (более известными были его речи), хотя хорошо известен один почитатель «Начал» — Саллюстий, ценивший в основном архаичный стиль. Известно, что он позаимствовал у Катона немало слов и оборотов. Хорошо был знаком с сочинением Катона и Ливий, использовавший «Начала» для своего фундаментального сочинения. Знал и ценил его Дионисий Галикарнасский. Из более поздних авторов Катона читали Овидий, Веррий Флакк, Веллей Патеркул, Плиний Старший, Сервий, Макробий. Автор-антиквар Авл Геллий сохранил множество цитат из различных сочинений Катона, в том числе и из «Начал». В начале II века н. э. наблюдался всплеск интереса к Катону вследствие моды на искусственно архаизированный стиль: высоко ценили его Фронтон, императоры Адриан и Марк Аврелий.

## Публикации отрывков
- Peter H. Historicorum Romanorum reliquiae. Vol. I. Leipzig, 1906. P. 55-97.
- В серии «Collection Budé»: Caton. Les Origines. Fragments. Texte établi, traduit et commenté par M. Chassignet. 2e tirage 2002. LXVII, 179 p. — ISBN 978-2-251-01332-9